# Ruta Estatal de Alabama 62
La Ruta Estatal de Alabama 62, y abreviada SR 62 (en inglés: Alabama State Route 62) es una carretera estatal estadounidense ubicada en el estado de Alabama. La carretera inicia en el Este desde la AL 227     cerca de Guntersville en sentido Oeste hasta finalizar en el Lago Guntersville. La carretera tiene una longitud de 3,93 km (2.44 mi).

## Mantenimiento
Al igual que las autopistas interestatales, y las rutas federales y el resto de carreteras estatales, la Ruta Estatal de Alabama 62 es administrada y mantenida por el Departamento de Transporte de Alabama por sus siglas en inglés ALDOT.